# Oreodera exigua
Oreodera exigua là một loài bọ cánh cứng trong họ Cerambycidae.